# Mertert vasútállomás
Mertert vasútállomás Luxemburgban, Mertert településen található.

## Vasútvonalak
Az állomást az alábbi vasútvonalak érintik:
- Luxemburg–Wasserbillig-vasútvonal

## Kapcsolódó állomások
A vasútállomáshoz az alábbi állomások vannak a legközelebb:
- Manternach vasútállomás
- Wasserbillig vasútállomás